# Rachispoda vespertina
Rachispoda vespertina är en tvåvingeart som beskrevs av Wheeler 1995. Rachispoda vespertina ingår i släktet Rachispoda och familjen hoppflugor. Inga underarter finns listade i Catalogue of Life.